# Institució Oceanogràfica Woods Hole
La Institució Oceanogràfica de Woods Hole (en anglès Woods Hole Oceanographic Institution) és un centre de recerca i d'educació localitzat al poble de Woods Hole, Massachusetts. Es dedica a l'estudi de tots els aspectes de les ciències i les enginyeries marines i a la formació de personal investigador marí. Fundat en 1930, és la major institució independent de recerca oceanogràfica als Estats Units, amb unes 1.000 persones entre personal i estudiants. La institució s'organitza en cinc departaments, cinc instituts interdisciplinaris—vida oceànica, oceà costaner, oceà i canvi climàtic, exploració dels fons oceànics—l'Institut Cooperatiu per a la Recerca del Clima i de l'Oceà, i un centre de política marina. Les seves instal·lacions en terra es troben a una milla i mitja de distància del Campus de Quissett. El gruix dels fons de la Institució provenen de subvencions i contractes revisats per parells de la Fundació Nacional per a les Ciències nord-americana i d'altres agències governamentals, incrementades per donacions i contribucions privades.
En una atmosfera interdisciplinària que educa en el descobriment, el personal científic, ingenieril i estudiantil col·laboren a explorar les fronteres del coneixement sobre el planeta Terra. Desenvolupen teories, posen idees a prova, construeixen instrumentació per al seu ús marí i recol·lecten dades sobre diversos ambients marins. El treball es realitza en tots els oceans del món i la seva àmplia agenda investigadora inclou: activitat geològica profunda en el si de la terra; poblacions vegetals, animals i microbianes i les seves interaccions en l'oceà; erosió costanera; circulació oceànica; i canvi climàtic global.
Els vaixells que gestiona porten personal científic investigador a tots els oceans del món. La seva flota inclou tres grans vaixells oceanogràfics (el R/V Atlantis, el R/V Knorr, i el R/V Oceanus), embarcacions costaneres inclòs el R/V Tioga, el submergible tripulat per a immersions profundes Alvin, el vehicle per control remot per cable Jason/Medea, i vehicles autònoms submarins com l'Explorador Béntico Autònom (ABE) i el SeaBED.
La Institució ofereix estudis de grau i de postgrau en pràcticament totes les àrees de les Ciències del Mar. Existeixen diversos programes de beques de recerca i d'aprenentatge, i la titulació és acreditada per 
un programa conjunt amb l'Institut Tecnològic de Massachusetts (MIT) o per la Institució mateixa. També s'ofereixen altres programes d'extensió i educació informal al públic en general a través del seu Centre d'Exposicions i de les seves visites estivals. La Institució té un programa de voluntariat i un programa de membrecía, Associades i Associats al WHOI.

## Història

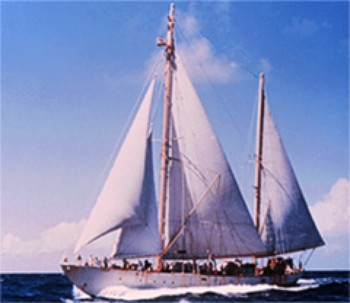
R/V Atlantis, el primer vaixell oceanogràfic operat per la Institució Oceanogràfica Woods Hole.

En 1927 una comissió de l'Acadèmia Nacional de les Ciències va concloure que era hora de "considerar la participació dels Estats Units d'Amèrica en un programa mundial de recerca oceanogràfica". Les recomanacions de la comissió establint la creació d'un laboratori de recerca permanent en la Costa Est per "culminar l'oceanografia en totes les seves branques" van portar a la fundació en 1930 de la Institució Oceanogràfica Woods Hole.
Una ajuda de 3 milions de dòlars de la Fundació Rockefeller va finançar el treball estival d'una dotzena de científics i científiques, la construcció d'un edifici per a laboratoris i l'encàrrec d'un vaixell oceanogràfic, el veler de 142 peus Atlantis, la silueta dels quals encara roman en el logo de la Institució.
La Institució va créixer considerablement per a la realització de recerques significatives relacionades amb la defensa durant la Segona Guerra Mundial, i amb posterioritat va començar un creixement continuat quant a personal, a flota investigadora i a rellevància científica. Al llarg dels anys el seu personal científic ha realitzat descobriments seminals sobre els oceans que han contribuït a millorar el comerç, la salut, la seguretat i la qualitat de vida.
Al febrer de 2008, la Dra. Susan K. Avery es va convertir en la nova presidenta i directora de la institució. La Dra. Avery, una física atmosfèrica, és la novena persona que ocupa el càrrec en els seus 77 anys d'història, i la primera dona.

## Vaixells oceanogràfics
La Institució opera diversos vaixells oceanogràfics, propietat de la Marina dels Estats Units, de la Fundació Nacional per a les Ciències, o de la Institució.
La Institució comparteix a més amb el MBL una gran biblioteca de treballs relacionats amb temes marins.